# India Amarteifio
India Amarteifio, född 17 september 2001 i Kingston upon Thames, är en brittisk skådespelare.
Amarteifio har bland annat medverkat i TV-serierna The Tunnel (2017–2018), The Midwich Cuckoos från 2022 och Familjen Bridgerton: Drottning Charlotte från 2023. Hon har även medverkat i filmen Sångklubben från 2019.

## Filmografi (i urval)
- 2017–2018: The Tunnel
- 2019: Sångklubben
- 2022: The Midwich Cuckoos
- 2023: Familjen Bridgerton: Drottning Charlotte